# Leptomedusae
Leptomedusae ou Leptomedusa, também chamados  hidroides tecados (de teca, um invólucro), são uma ordem de Cnidaria, que incluem colónias de pólipos e, por vezes, também formam medusas (ou águas-vivas).
Estes animais já foram classificados como uma subordem da ordem parafilética Hydroida, com diferentes nomes (ver caixa informativa). Os seus parentes mais próximos, de  acordo com a visão mais recente, são as Anthomedusae e as apomórficas Siphonophora, que anteriormente eram classificadas fora dos "Hydroida".

## Descrição
As cerca de 1900 espécies de leptomedusas são caracterizadas por pólipos sempre vivendo em colónias em que os hidróides se encontram dentro de hidrotecas permanentes e, na maior parte das vezes, suficientemente grandes para o animal se poder esconder e, por vezes, fechar dentro.
As medusas são geralmente pouco côncavas e possuem uma única ordem de tentáculos, desenvolvem as gónadas no canal radial e geralmente apresentam estatocistos formados pela epiderme. O cnidoma nunca possui estenotelos.
Os gonozooides são hidróides reduzidos, geralmente protegidos numa gonoteca peridérmica. Geralmente os gonozooides tornam-se em medusas ou em esporosacos sésseis.

## Curiosidades
Algumas leptomedusas são conhecidas por várias razões:
- O “feto (samambaia) aéreo” (Sertilaria argentea) é comercializado seco e tinto de verde, como "planta" ornamental ou para aquário.[4]
- A “alforreca de cristal”(Aequorea victoria) é uma espécie bioluminescente que proporcionou o Prémio Nobel de Química de 2008 a Osamu Shimomura, Martin Chalfie e Roger Y. Tsien pela descoberta da proteína verde fluorescente.[5]
- A Obelia, uma espécie existente em todas as zonas costeiras do mundo e, por isso, amplamente estudada.[6]

## Sistemática[7]
Order Leptomedusae
- Grupo basal e incertae sedis
  - Família Eucopidae
- Suborder Conica
  - Superfamília Campanulinoidea (contestada)
  - Superfamília Plumularioidea
  - Superfamília Sertularioidea
- Suborder Proboscidoidea
  - Família Bonneviellidae
  - Família Campanulariidae
  - Família Phialuciidae